# Remparts et vieux murs de la rue des Ouches
Pour les articles homonymes, voir Rempart (homonymie).
Les remparts et vieux murs de la rue des Ouches sont des vestiges situés à Nevers, en France.
Ils sont situés rue des Ouches.

## Historique
La rue des Ouches correspond à l’ancien fossé longeant la partie du rempart primitif de la Cité. Elle contient aujourd’hui les restes des anciennes murailles de la ville, les murs de soutènement du Château Ducal ainsi que certaines dépendances des maisons et jardins des rues parallèles. Dans cette rue se trouvaient les anciens "gardes-pompes", autrement dit les pompiers.

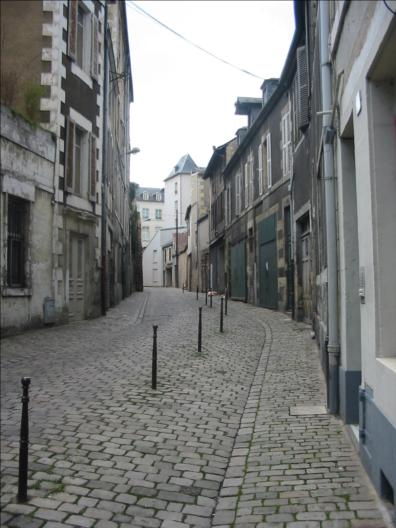
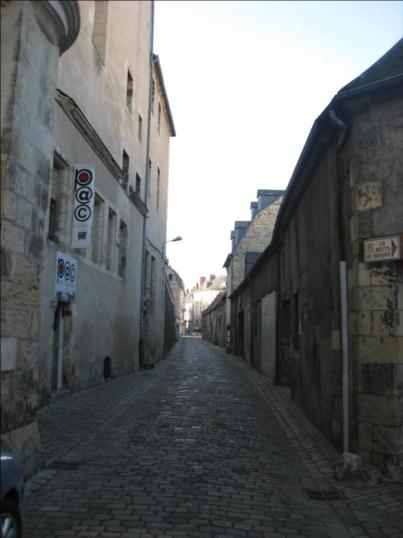
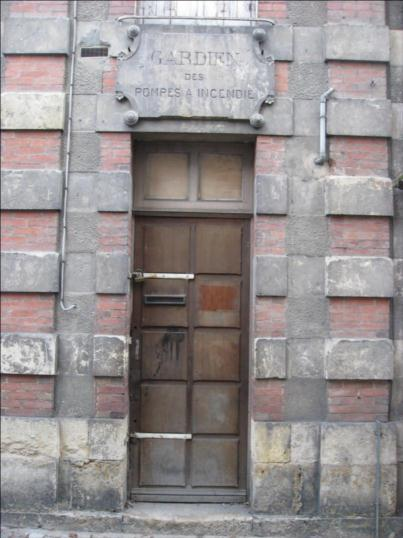
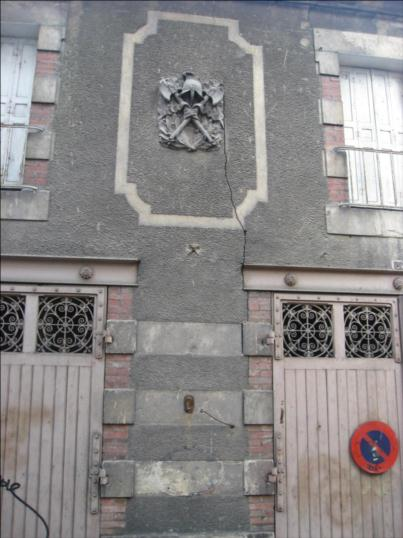
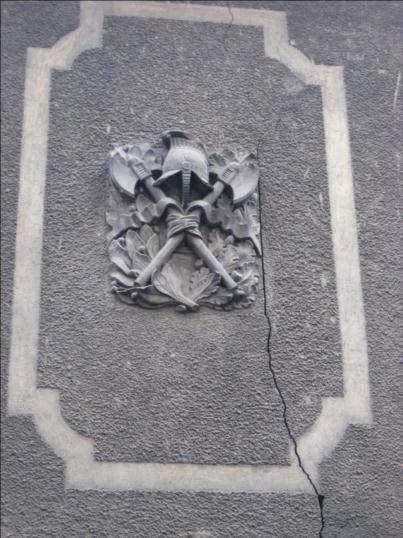
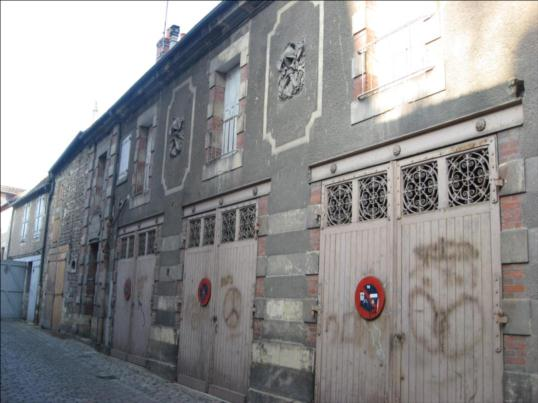
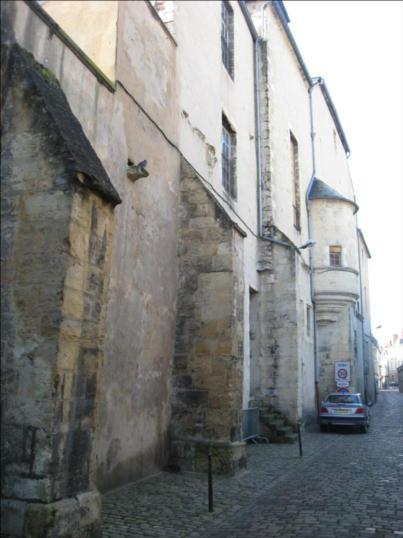
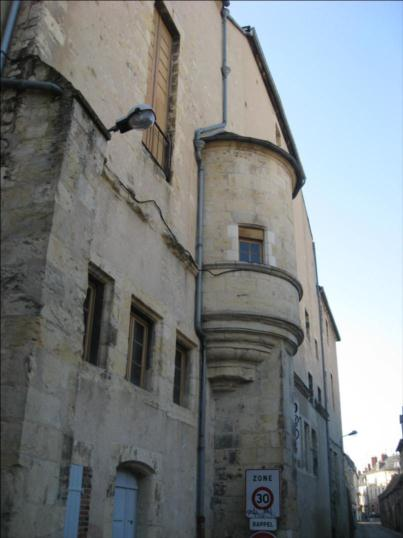